# 合作剩余
合作剩余是当代道德哲学家所常使用的一个概念。指合作者通过合作所得到的纯收益即扣除合作成本后的收益（包括减少损失额）与如果不合作或竞争所能得到的纯收益即扣除竞争成本后的收益（也包括减少损失额）之间的差额。它一般是通过市场交换中人们之间的诚信合作和商业信用来实现的。在现代市场经济中的一切合作（包括交换、交易和合做生意——后者又包括雇佣关系）所得都可以被视作为某种合作剩余。例如银行贷款给企业，银行赚利息，企业赚利润，这种利息和利润，实际上就是银行与企业间合作所得的一种剩余。